# Obołoń Arena
Obołoń Arena (ukr. Оболонь-Арена) – stadion piłkarski w Kijowie. Do lipca 2009 nazywał się  Stadion Obołoń (ukr. Стадіон «Оболонь»).
Na stadionie swoje mecze domowe rozgrywa drużyna Obołoń Kijów. Nowo wybudowany stadion dostosowany do wymóg standardów UEFA i FIFA, może pomieścić 5 100 widzów.